# ピック奏法
ピック奏法（ピックそうほう）とは、ギターなどの撥弦楽器の弦をピックではじいて演奏する奏法。ピック弾き（ピックびき）とも呼ばれる。
カッティングを多用して演奏する場合において輪郭のはっきりした音色が得やすい。また、単音でメロディ等を演奏する場合には細かい演奏が比較的容易となる。ピックの振り抜き方によって音色に変化を加えることも可能であり、ピックそのものや性質をうまく利用した、トレモロ奏法やピックスクラッチ等の独自の表現方法がある。
一方で、特にギターの演奏において、アルペジオや主旋律と副旋律等を同時に演奏しようとした場合の自由度はフィンガースタイルの方が高い。

## 奏法
ピックを使用した演奏方法には以下のようなものがある。

### ダウン・ピッキング
上から下へ向かって弦を弾く演奏方法。
著名なプレイヤー　松井常松

### アップ・ピッキング
下から上へ向かって弦を弾く演奏方法。

### オルタネイト・ピッキング
ダウンピッキングとアップピッキングを交互に繰り返して弦を弾く演奏方法。一例としてビートルズの「オール・マイ・ラヴィング」のバッキングギターなどで用いられている。リズムキープがしやすく、テンポが速くなっても安定したサウンドを維持しやすい。休符の際に意図的にピックを空振りさせる「空ピッキング」もオルタネイト・ピッキングにおける技術の一つである。

### エコノミー・ピッキング
弦移動の際に、高音弦に移る場合はダウンピッキングで、低音弦に移る場合はアップピッキングで弦を弾く演奏方法。オルタネイトピッキングで演奏した場合に生じる移動ロスを回避できる。

### トレモロ奏法
細かい音価で同音を反復させながら保ち続けること。演奏者の可能な限り速く細かく弾くのか、譜面の表記にある斜線の本数に従った速さで刻むのか、「なるべく速く」刻むのか、楽譜を解釈することが必要となる。トレモロも参照。

### ハミングバード奏法
基本的にトレモロ奏法と同様だが、エドワード・ヴァン・ヘイレンは中指と親指でピックを持ち、弦に対してより垂直に当てることでより軽やかで速いトレモロ奏法を行う場合があり、これをハミングバード奏法と呼ぶ。

### チェットアトキンス奏法
チェット・アトキンスが多用した奏法。右手の特徴としては4～6弦（ベース担当）をミュートして親指で弾きながら、1～3弦（メロディ担当）を人差し指と中指でメロディとコード弾く。これはギャロッピングと呼ばれマール・トラヴィス以前からあるもので、チェット・アトキンスが生み出したものではないが、ギャロッピングが親指と人差し指で行なっていたのに対し、チェットは親指から薬指まで使うスリーフィンガー・ピッキングでギャロッピングを行なったことから彼の名がついた。左手の開放弦を多用したクロマチック奏法と組み合わされ、独特のサウンドとなる。

### ピックスクラッチ
弦に対してピックを垂直に当てて滑らせることにより独特の効果を得ること。ディストーションをかけたラウンドワウンド弦（巻弦）に対して行われることが多い。スクラッチノイズも参照。

### サークルピッキング
ピッキング、特に速弾き時、手首弾きや腕の痙攣弾きではなく、親指と人差し指の先の細かい屈伸のみでピッキングする奏法。ナノピッキングのような高速弾きやエコノミーピッキングをより速く正確に弾くのに適している。イングヴェイ・マルムスティーンなどが使っている。また少し特殊な奏法を用いてプレイするミュージシャンにAIONのIZUMIがいる。IZUMIは右手の人差し指の屈伸だけで速弾きしており、この奏法は「IZUMIピッキング」とも呼ばれている。
ピッキングハーモニクス
ピッキングハーモニクスは、弦をピッキングした直後に（ピッキングした手の）親指の側面を弦にあてて、押えているフレットポジションの音程よりも高い「ピキーン」という金属的な倍音を得るギターの演奏方法です。